# Готфрид III фон Диц
Готфрид III фон Диц (на немски: Gottfried III von Diez; * ок. 1280/1303; † сл. 1348) е граф на Графство Диц и княз на Фалендар.

## Произход и управление
Той е син на граф Герхард III фон Диц († сл. 1306) и съпругата му Елизабет фон Сайн († ок. 1308), дъщеря на граф Готфрид I фон Спонхайм-Сайн († 1283) и Юта фон Изенбург († сл. 1314), дъщеря на Хайнрих II фон Изенбург († сл. 1278) и графиня Мехтилд фон Хохщаден († сл. 1264).
Графството Диц е наричано още от съвременниците им „Златно графство“ (Goldene Grafschaft). През 1302 г. се образуват две отделни графства. От 1326 г. линията Вайлнау (образувана през 1208 г.) напълно се отделя с резиденция в Бирщайн и се управлява от братята Хайнрих II (1282 – 1344) и Райнхард (1282 – 1333), синове на Герхард I, и техният племенник Хайнрих III (1275 – 1307), син на Хайнрих I.
Линията Диц отслабва през 1302 г. и губи следващите години собствености и права преди всичко чрез залагане на по-могъщите им съседи Насау и Курфюрство Трир, също на Катценелнбоген и Епщайн.
Готфрид III фон Диц не може да управлява и от 1332 г. за него управлява синът му Герхард VI фон Диц, който от 1317 до 1332 г. е под опекунството на Емих I фон Насау-Хадамар. През 1326 г. територията им е поета от Дом Насау.

## Фамилия
Готфрид III фон Диц се жени пр. 11 юни 1311 г. за Агнес фон Изенбург (* 1274). Те имат децата:
- дете
- Герхард VI фон Диц (* ок. 1298; † 17 януари или 17 октомври 1343, убит в битка), предпоследният граф на Диц (1332 – 1343), женен пр. 1324 г. или пр. 26 юни 1332 г. за графиня Юта фон Насау-Хадамар († 1370), дъщеря на граф Емих I фон Насау-Хадамар и Анна фон Цолерн-Нюрнберг
- Анна фон Диц (* ок. 1306; † сл. 1343/1352), омъжена I. за Зигфрид VI фон Рункел († 1342), II. сл. 1342 г. за Емих II фон Насау-Хадамар († 1359)